# Barnardius zonarius
Barnardius zonarius е вид птица от семейство Psittaculidae, единствен представител на род Barnardius.

## Разпространение
Видът е разпространен в Австралия.